# Костёл Святого Роха (Шабуни)
Костёл Святого Роха (бел. Касцёл Святога Роха) — деревянный католический храм в деревне Шабуни Пуховичского района Минской области, памятник белорусского народного зодчество.

## История
История католической общины в Шабунах начинается в конце XVIII века, когда верующие решили построить на старом погосте часовню. Согласно местной легенде, костёл был основан из-за эпидемии холеры в деревне. После того, как жители купили икону святого Роха и установили её в алтаре часовни, болезнь стала отступать.
В 1796 году на восточной окраине деревни была построена деревянная часовня, которая была освящена под титулом Святого Роха. Дата возведения часовни — «1796» — была вырезана на пороговой балке[уточнить]. Костёл содержался минскими бернардинцами.
В 1829 году старую часовню перестроили, однако старую пороговую балку решили сохранить с датой постройки. В 1860 году часовня вновь была перестроена, средства на реконструкцию выделил тогдашний владелец этих мест князь Витгенштейн. Во время этой реконструкции святыня значительно увеличила свои размеры, поскольку ряд архивных документов того времени начинает называть её «церковью». При этом дату «1796» на входе в часовню упоминают как «бывшую», то есть балку порога, которая тогда стала совсем ветхой, все же пришлось заменить.
В 1923—1924 годах костёл реконструировали, в ходе которой здание расширили и обшили вагонкой, а алтарную часть перенесли на восток. Ремонты также происходили в 1971 и 1997 годах, в ходе которых были заменены, соответственно, крыша и пол.
С 1997 по 2004 год костёл не функционировал. 15 августа 2015 года митрополит Минско-Могилёвский Тадеуш Кондрусевич освятил отреставрированную часовню.
Внутри раньше находились старинные иконы, от которых сохранились рамы XVIII века.